# Syntheziser
För instrumentet, se Synthesizer.
Syntheziser är det sjätte soloalbumet av den svenske artisten Olle Ljungström. Skivan släpptes 23 augusti 2002.
Låtarna "Hey, Hey!", "Sveriges sista cowboy" samt "Feber" släpptes som singlar.

## Albumets titel
Albumets namn Syntheziser är felstavat; rätt stavning skulle istället varit synthesizer. Olle Ljungström erkände i en intervju att felstavningen var oavsiktlig och ren slarv, fast han tillfogade att "felstavningar är det som förgyller skrivna ordet," enligt honom.

## Produktion
När Syntheziser väl släpptes augusti 2002 hade mycket av materialet på skivan legat klart sedan länge. I en intervju med Göteborgs-Posten ett år tidigare (juli 2001) avslöjade Olle Ljungström att mer än hälften av låtarna till hans kommande skiva redan var skrivna och inspelade. Att det dröjde så länge innan albumet släpptes berodde till dels på att samlingsalbumet Bäst släpptes sommaren 2001, och skivbolaget ansåg att de två skivorna inte skulle släppas för nära varandra i tid.
Texterna på albumet är som vanligt skrivna av Olle Ljungström själv, medan all musik har komponerats av Heinz Liljedahl. Ljungström uttalade i efterhand att han ej kände sig engagerad när han gjorde Syntheziser, och tyckte "inte särskilt mycket" om den. "Inspelningen blev för långdragen," mindes han.

## Mottagande
Syntheziser fick ett relativt blandat mottagande i pressen, jämfört med Ljungströms tidigare skivor, men den fick ändå några positiva recensioner. Göteborgs-Posten gav skivan näst högsta betyg (4/5) och ansåg att den var "ytterligare en fin hälsning" från Ljungström. Även i Nerikes Allehanda fick skivan 4/5, och recensenten skrev att "Jag har inte hört Olle Ljungström så här inspirerad på många år."
I övrigt var reaktionerna mer blandade än vid Ljungströms skivsläpp på 1990-talet. Svenska Dagbladet gav Syntheziser det medels betyget 4/6; skivan "innehåller inte det starkaste materialet Ljungström och Liljedahl har komponerat," skrev tidningen, men "det som håller ihop alltsammans är Olles personlighet och hans ytterst säregna texter." Även i Nöjesguiden fick skivan 4/6 i betyg, och det ansågs att texterna var "fulla av snygga formuleringar som betyder nada - åtminstone bokstavligt."
I Expressen och Dagens Industri fick Syntheziser 2/5 i betyg. Expressens recensent Ebba von Sydow skrev att "detta är absolut ingen dålig skiva. Bara väldigt fånig." Även Helsingborgs Dagblad gav skivan 2/5, och recensenten uttalade att "Det är ledsamt att behöva skriva det, men Olle har gjort sin sämsta soloplatta hittills."

## Låtlista
Text: Olle Ljungström. Musik: Heinz Liljedahl.
1. "Stick iväg" - 3:13
2. "Du var min enda drog" - 3:23
3. "Jag är Gud nu" - 3:42
4. "Lalalalalala" - 3:33
5. "Sveriges sista cowboy" - 4:10
6. "Hey, Hey!" - 4:19
7. "Sjung om mig" - 4:03
8. "Nitroglycerin" - 3:09
9. "Sötnos" - 4:00
10. "Feber" - 3:21

## Medverkande
- Olle Ljungström - sång
- Heinz Liljedahl - trummor, bas, gitarrer, synthar, körer
- Johan Lindström - tramporgel på "Du var min enda drog"
- David Nyström - orgel, piano på "Jag är gud nu"
- Fredrik Blank - kör på "Jag är gud nu"
- Anna Stadling - kör på "Jag är gud nu"
- Isabelle De Lescano - kör på "Jag är gud nu"
- Andreas Dahlbäck - kör på "Sjung om mig"

## Listplaceringar
| Lista (2002) | Topplacering |
| ------------ | ------------ |
| Sverige      | 20           |

### Fotnoter
1. ↑  Dagens Nyheter, 23 augusti 2002. Läst 22 mars 2019.
2. ↑  https://www.discogs.com/artist/75666-Olle-Ljungström?page=2
3. ↑  https://www.svd.se/kickfixerad-ljungstrom SvD.se: Olle Ljungström i SvD-intervju 2002. Läst 30 juni 2018.
4. 1 2  Göteborgs-Posten, 31 juli 2001: "Ingen kris för produktive Olle." Läst 12 oktober 2019.
5. ↑  Musiktidningen Sonic, nr. 65, Vintern 2012, s. 74. Hämtad 12 oktober 2018.
6. ↑  Göteborgs-Posten, 24 augusti 2002.
7. ↑  Nerikes Allehanda, 23 augusti 2002. Läst 17 oktober 2019.
8. ↑  Svenska Dagbladet, 23 augusti 2002. Läst 3 dec. 2002.
9. ↑  https://ng.se/recensioner/musik/olle-ljungstroem
10. 1 2  Expressen, 23 augusti 2002. Läst 10 april 2020.
11. ↑  Dagens Industri, 23 augusti 2002, s. 35. Läst 12 april 2020.
12. ↑  Helsingborgs Dagblad, 24 augusti 2002.
13. ↑  Syntheziser (2002), texthäfte medföljande CD-skivan.
14. ↑  ”Hitparad”. http://hitparad.se/showitem.asp?interpret=Olle+Ljungstr%F6m&titel=Syntheziser&cat=a. Läst 26 januari 2013.